# Yolina
Yolina là một chi bọ cánh cứng trong họ Dytiscidae.
Chi này được Guignot miêu tả khoa học năm 1936.

## Các loài
Các loài trong chi này gồm:
- Yolina baerti Biström, 1983
- Yolina balfourbrownei Biström, 1988
- Yolina brincki (Omer-Cooper, 1965)
- Yolina chopardi (Guignot, 1950)
- Yolina elegantula (Boheman, 1848)
- Yolina inopinata (Omer-Cooper, 1955)
- Yolina insignis (Sharp, 1882)
- Yolina kongouensis Bilardo & Rocchi, 1999
- Yolina libera Biström, 1987
- Yolina royi Biström, 1983
- Yolina sima (Omer-Cooper, 1965)
- Yolina wewalkai Biström, 1983